# 여성주의자 분리주의
여성주의자 분리주의(女性主義者 分離主義 , 영어: feminist separatism)는 정치에서의 성차별은 쉽게 해결할 수 없다고 말하면서 여성은 그들의 힘을 같은 여성에게 실어주어야 한다고 주장한다. 분리주의적 페미니즘의 한 종류로 알려진 레즈비언 분리주의는 레즈비언을 옹호한다. 분리주의적 페미니즘은 남성이 지배하는 기관에 참여하는 것을 거부한다. 몇몇은 영원한 분리주의를 주장하지만, 몇몇은 분리주의를 여성 권익 신장에 필요한 기간 동안의 활동으로 보고 있다. 1970년대부터 분리주의 철학으로 여성만의 작은 사회가 많이 생겨났다. 여성만의 사회라지만 일정한 나이(예: 사춘기)까지의 남자 아이는 허용된다. 여성만의 사회에 대한 묘사는 전설상 여전사의 국가인 아마존의 이야기, 1915년의 소설 《여자만의 나라》(Herland)와 같은 곳에서 찾을 수 있다.
현대의 몇몇 성전환 작가와 운동가는 성이 인간을 두 종류로 나누는 분리주의의 한 형태라고 분석한 적이 있다.

## 같이 보기
- 게이트키핑
- 인터넷 활동주의
- 정치적 레즈비언주의
- 급진적 여성주의
- 라이엇 걸